# Arthur A. Allen
Arthur Augustus Allen (* 28. Dezember 1885 in Buffalo, New York; † 17. Januar 1964 in Ithaca, New York) war ein US-amerikanischer Ornithologe und Hochschullehrer an der Cornell University.

## Leben
Allen war der Sohn von Daniel Williams Allen und Anna Moore. Er wuchs im nahegelegenen Hamburg, New York, auf, wo sein Vater als Geschäftsmann im Eisenbahnwesen und in der Grundstückserschließung tätig war. 1904 schrieb er sich in die Cornell University ein, wo er 1907 seinen Bachelor of Arts und 1908 seinen Master of Arts erhielt. 1911 wurde er mit der Dissertation The Red-Winged Blackbird: A Study in the Ecology of a Cattail Marsh zum Ph.D. promoviert.
Allen begann während seines letzten Studienjahres in Cornell als Assistent für Ornithologie zu arbeiten. Frank M. Chapman, Vorsitzender der Abteilung für Ornithologie am American Museum of Natural History in New York City, beauftragte ihn im Spätsommer 1911 mit der Leitung einer Museumsexpedition nach Kolumbien. An Malaria erkrankt, war Allen gezwungen, im Frühjahr 1912 nach Ithaca zurückzukehren. Im Herbst desselben Jahres begann er seinen Dienst als Dozent für Zoologie an der Cornell University. 1916 wurde er zum Assistenzprofessor für Ornithologie ernannt, 1926 zum ordentlichen Professor. 
1929 reiste eine Gruppe von Filmemachern nach Ithaca, um Tonaufnahmen von singenden Wildvögeln zu machen. Allen und ein Mitarbeiter, Peter Paul Kellogg, wurden inspiriert, eine Bibliothek von Tonaufnahmen verschiedener Arten in ihrer natürlichen Umgebung zu erstellen. Mit Hilfe von Albert Rich Brand produzierten Allen und Kellogg 1932 die erste Phonoaufnahme, und das Laboratory of Ornithology beherbergte schließlich eine der umfangreichsten Sammlungen von Vogelstimmen in der Welt. Brand arbeitete mit der technischen Abteilung von Cornell zusammen, um Vogelstimmen aufzunehmen, und veröffentlichte zwei Bücher, die Fotografien beinhalten.
Allen unternahm ornithologische Expeditionen nach Labrador (1918), Hudson Bay (1934) und Europa (1938). Er kehrte 1944 zur Hudson Bay und ein Jahr später nach Labrador zurück. In der Endphase des Zweiten Weltkriegs verbrachte er einige Monate in Panama, um für das Kriegsministerium die Akustik des Dschungels zu erforschen. Spätere Expeditionen führten ihn nach Mexiko (1946) und Alaska (1948).
Allen setzte seine Karriere in Cornell bis zu seiner Pensionierung im Jahr 1953 fort. Von 1953 bis 1959 war er als öffentlicher Vortragsredner für die National Audubon Society tätig. Schätzungsweise besuchten über 10.000 Studenten seine Lehrgänge, darunter über 100 Doktoranden, zu einer Zeit, als Cornell die einzige Institution war, die fortgeschrittene Studienabschlüsse in Ornithologie anbot. Durch seine Arbeit machte Allen das Gebiet der Ornithologie für Generationen von Fachleuten und Amateuren bekannt.
Im Jahr 1935 leitete Allen eine Expedition zum Singer Tract in Louisiana, um nach Elfenbeinspechten zu suchen. Sie entdeckten tatsächlich einige Exemplare, was sich einzige eindeutig bestätigte Dokumentation über diese Art herausstellen sollte, einschließlich Fotos und Tonaufnahmen. Zu den Mitgliedern dieser Expedition zählte der Biologe James T. Tanner, einer der bekanntesten Experten für den Elfenbeinspecht.
Allen veröffentlichte 1933 eine ornithologische Historie unter dem Titel Fifty Years’ Progress of American Ornithology, 1883–1933. Er widmete sich der Aufgabe, das Studium der Vögel in seinen Büchern, Filmen und öffentlichen Vorträgen einem breiten Publikum näherzubringen. Sein Book of Bird Life (1930, neu aufgelegt 1961) war für seine Zeit eine gut geschriebene Einführung in die Ornithologie. Er leistete auch Pionierarbeit bei der Aufnahme von Vogelstimmen im Jahr 1929 und nahm 1932 den ersten Vogelgesang auf dem Phonographen auf. 1915 gründete er das Cornell Lab of Ornithology und 1936 die Wildlife Society, die er von 1938 bis 1939 leitete. 1955 wurde Allen zum Fellow der American Association for the Advancement of Science gewählt.

## Privates
Allen heiratete Elsa Guerdrum im Jahr 1913. Sie hatten zwei Söhne und drei Töchter. Seine Frau promovierte ebenfalls in Cornell und verfolgte eine erfolgreiche Karriere als Historikerin der Ornithologie.